# Новий Янкув
Новий Янкув (пол. Nowy Janków) — село в Польщі, у гміні Радзимін Воломінського повіту Мазовецького воєводства.
Населення — 268 осіб (2011).
У 1975-1998 роках село належало до Варшавського воєводства.

## Демографія
Демографічна структура станом на 31 березня 2011 року:
|          | Загалом | Допрацездатний вік | Працездатний вік | Постпрацездатний вік |
| -------- | ------- | ------------------ | ---------------- | -------------------- |
| Чоловіки | 132     | 31                 | 88               | 13                   |
| Жінки    | 136     | 39                 | 71               | 26                   |
| Разом    | 268     | 70                 | 159              | 39                   |